# 미래엔세종
미래엔세종(MIRAEN SEJONG)은 세종특별자치시를 연고지로 하는 (주)미래엔이스포츠 소속 e스포츠 프로이스포츠구단이다. 약칭은 MSJ.
미래엔세종(MSJ)은 스포츠게임 장르의 FC24, FC모바일, FC온라인팀을 운영하고, FPS 장르의 베틀그라운드 모바일(PUBGM)팀, 레이싱게임 장르의 카트라이더:드리프트팀와 오토체스장르의 전략적팀전투(TFT)팀, 배틀로얄 장르의 이터널리턴팀이렇게 총 7개 종목의 팀을 운영 중이다.

## 개요
2023년 2월 1일, 항저우 아시안게임 국가대표 감독인 신보석감독의 대전하나시티즌(구,갤럭시 X게이밍) FC온라인팀을 인수.(선수 윤창근, 박지민, 박기영)
2023년 3월 27일, 세종특별자치시와 연고지 계약을 체결하며, 울트라세종으로 창단.
2023년 5월 24일, 항저우 아시안게임 이스포츠 종목(FC 온라인) 국가대표 선발(박기영선수).
2023년 8월 16일, 카트라이더:드리프트, FC24, FC모바일 프로선수단 창단.
2023년 7월 31일, 미래엔세종으로 팀명 및 사명((주)미래엔이스포츠)이 변경되었고, 구단 규모를 확대하여 총 12개의 e스포츠 종목을 운영할 예정이라고 밝혔다.
2023년 8월 26일, 이준배 전 세종특별자치시 경제부시장 명예직 구단주로 공식 추대.
2023년 10월 20일, 국내 첫 이터널 리턴 프로선수단을 창단
2023년 12월 1일, 전략적 팀 전투(TFT) 프로선수단을 창단
2024년 1월 9일, 배틀그라운드 모바일 프로선수단을 창단

## 연혁

### FC 온라인
- 2023년 2월 1일 대전하나시티즌(구,갤럭시X게이밍) FC온라인팀 인수. (감독: 신보석, 선수:윤창근, 박지민, 박기영)

- 2023년 5월 항저우아시안게임 국가대표선수 확정(박기영)

- 2023년 8월 민초단 인수(강성훈, 윤형석,김동현,박진성)

### 카트라이더: 드리프트
- 2023년 8월 16일: 미래엔세종 카트라이더: 드리프트 프로게임단 창단 (KDL)[7]

- 2023년 8월 문호준 김다원 최영훈 송용준 영입
- 2024년 1월 게임 점검에 의한 리그 임시 중단_선수 계약종료

### FC 모바일
- 2023년 8월 미래엔세종 FC 모바일 게임단 창단

- 2023년 8월 홍지홍(Soda), 이원상 영입

### FC 24
- 2023년 8월 미래엔세종 FC 24 게임단 창단

- 2023년 8월 나호철(SR7) 영입

### 이터널 리턴
- 2023년 10월 미래엔세종 이터널리턴 게임단 창단[8]
- 2023년 10월 한동규(한동그라미), 박민우(다나나) 영입
- 2023년 12월 한준희(로마틱), 김준호(카드모스)영입

### 전략적 팀 전투
- 2023년 12월 미래엔세종 전략적 팀 전투 게임단 창단
- 2023년 12월 기현오(코스모),오세진(오박사),김세진(팬다),안정현(Ahn) 영입

### 배틀그라운드 모바일
- 2024년 1월 미래엔세종 배틀그라운드 모바일 게임단 창단
- 2024년 1월 김태수(저스테스),오승주(온바),김성환(혹시),안수찬(우리엘),전민준(파이널) 영입

## 주요 성적

### FC 온라인
- 2023년 2월 항저우아시안게임 국가대표 추가선발전 우승(박지민)
- 2023년 2월 항저우아시안게임 국가대표 추가선발전 준우승(박기영)

- 2023년 3월 eK리그 CHAMPIONSHIP SPRING 한국대표선발전 4위

- 2023년 5월 eK리그 CHAMPIONSHIP 시즌1 단체전 7위,
- 2023년 5월 eK리그 CHAMPIONSHIP 시즌1, 개인전 8강(박기영)

- 2023년 5월 항저우아시안게임 국가대표선수 확정(박기영)

- 2023년 6월 "로드 투 아시안게임 2022" 동아시아 최종 2위(박기영

- 2023년 9월 FIFAe CONTINENTAL CUP (FeCC) 2023(중국) 출전

- 2023년 9월 2022 항저우 아시안 게임 FC온라인 종목 신보석(국가대표 감독), 박기영(국가대표선수) 출전, 박기영 선수 최종 4위

- 2023년 12월 eK리그 CHAMPIONSHIP 시즌 2 단체전 4위, 개인전 16위

### 카트라이더: 드리프트
- 2023 8월 대전 레이싱 챌린지 우승
- 2023 12월 카트라이더: 드리프트 정규리그 단체전 3위

- 2023 12월 카트라이더: 드리프트 정규리그 개인전 결승전 3위 (Hero 김다원)
- 2023 12월 카트라이더: 드리프트 정규리그 개인전 결승전 5위(HoJun 문호준)
- 2023 12월 카트라이더: 드리프트 정규리그 개인전 결승전 8위 (Knock 송용준)

### FC 모바일
- 2024년 3월 FC Pro Masters champion 국가대표 선발전 우승
- 2024년 4월 FC Pro Masters champion 한중일 아시아 초대 챔피언(우승)
- 2023년 TGA FC 모바일 아시안 윈터 파이널 동메달
- 2023년 한일 스페셜 매치 우승
- 2023년 부산 지스타 아시아 이벤트 매치 4위

### FC 24
- 2023년 FC23 북아시아 퀄리파아어 시즌 3 우승
- 2023년 FC23 북아시아 퀄리파아어 시즌 4 우승
- 2023년 5월 아시아 랭킹 1위, 아시아대표 FIFAe 월드컵 참가(런던)
- 2023년 11월 FC24 Pro cup November ASIA 우승
- 2024년 3월 Road To The Stage 동아시아컵 우승
- 2024년 4월 Road To The Stage Bangkok 4강

### 이터널 리턴
- 2023년 10월 시즌1 파이널 (대전)3위
- 2023년 12월 부산이스포츠 글로벌 교류전(부산) 우승
- 2024년 1월 시즌2 페이즈1 준우승
- 2024년 2월 시즌2 페이즈2 3위
- 2024년 3월 시즌2 페이즈3 우승
- 2024년 3월 시즌2 파이널 3위
- 2024년 4월 시즌3 페이즈1 우승
- 2024년 4월 시즌3 페이즈2 3위
- 2024년 5월 시즌3 페이즈3 3위

### 배틀그라운드 모바일
- 2024년 2월 PMPC 시즌0 9위
- 2024년 4월 PMPC 시즌1 페이즈1 2위
- 2024년 4월 PMPC 시즌1 페이즈2 5위
- 2024년 4월 PMPC 시즌1 페이즈3 3위

### 전략적 팀 전투
- 2023.12.10 TFT Vegas Open - Main Event (S-Teir) 128강 (Panda:김세진)
- 2024.01.14 AfreecaTV Series: Remix Rumble - BJ Qualifier #1 4위 (Panda:김세진)
- 2024.01.24 AfreecaTV Series: Remix Rumble - Finals #1 (B-Tier) 5위 (Panda:김세진)
- 2024.02.04 AfreecaTV Series: Remix Rumble - Finals #2 (B-Tier) 6위 (Panda:김세진)
- 2024.04.28 Inkborn Fables: APAC Tactician's Cup #1 (A Tier) 9위 (Panda:김세진)

- 2024년 Remix Rumble: East Asian Finals 16위 (Cosmo: 기현오)
- 2024년 Nkborn Fables: APAC Tactician's Cup 1위 (Cosmo: 기현오)

- 2024-01-13 AfreecaTV Series: Remix Rumble - Open Qualifier #1 101위 (Ahn :안정현)
- 2024-01-28 AfreecaTV Series: Remix Rumble - Open Qualifier #2 16위 (Ahn :안정현)
- 2024-04-22 Inkborn Fables: KR Tactician Trials #1 - 1위 (Ahn :안정현)
- 2024-04-26 Inkborn Fables: APAC Tactician's Cup #1 - 125위 (Ahn :안정현)
- 2024-05-05 AfreecaTV Series: Inkborn Fables - Open Qualifier #1 47위 (Ahn :안정현)
- 2023-12-10 TFT 베가스 오픈 본선(Dr.Oh 오세진)
- 2024-01-14 아프리카TV 시리즈: 리믹스 럼블 - BJ #1 1위(Dr.Oh 오세진)

- 2024-01-28 아프리카TV 시리즈: 리믹스 럼블 - BJ #2 3위(Dr.Oh 오세진)

## 소속 선수

### FC 온라인
- 감독:

| 이름   | 닉네임 | 비고 |
| ------ | ------ | ---- |
| 강성훈 |        | 주장 |
| 박기영 |        |      |
| 김동현 |        |      |
| 윤형석 |        |      |
| 박진성 |        |      |

### 카트라이더: 드리프트
- 감독:  오종용

| 이름   | 닉네임 | 포지션        | 비고 |
| ------ | ------ | ------------- | ---- |
| 문호준 | HoJun  | 러너          | 주장 |
| 김다원 | Hero   | 스피드 에이스 |      |
| 최영훈 | Guard  | 스위퍼        |      |
| 송용준 | Knock  | 하이브리드    |      |

### FC 모바일
| 이름   | 닉네임       | 비고   |
| ------ | ------------ | ------ |
| 홍지홍 | SODA         | [ 9 ]  |
| 이원상 | LEE WON SANG | [ 10 ] |

### FC 24
| 이름   | 닉네임 | 비고   |
| ------ | ------ | ------ |
| 나호철 | Serry7 | [ 11 ] |

### 이터널 리턴
- 감독:  정민석

| 이름   | 닉네임   | 비고   |
| ------ | -------- | ------ |
| 한동규 | OneCycle | [ 12 ] |
| 박민우 | Danana   | [ 13 ] |
| 한준희 | Romatic  |        |
| 김준호 | Cadmus   |        |

### 전략적 팀 전투
| 이름   | 닉네임 | 비고 |
| ------ | ------ | ---- |
| 기현오 | Cosmo  | 주장 |
| 김세진 | Panda  |      |
| 안정현 | Ahn    |      |
| 김찬영 | Ssiel  |      |

### PUBG Mobile
- 감독:  오종용

| 이름   | 닉네임 | 비고 |
| ------ | ------ | ---- |
| 김시현 | Porico |      |
| 김성환 | Hoxy   |      |
| 전민준 | Final  |      |
| 김정우 | Ghost  |      |